# Jewgeni Gennadijewitsch Kirillow
Jewgeni Gennadijewitsch Kirillow (russisch Евгений Геннадьевич Кириллов, * 14. Juli 1987 in Mytischtschi) ist ein ehemaliger russischer Tennisspieler.

## Karriere
Jewgeni Kirillow fing bereits mit sechs Jahren mit dem Tennisspielen an. Bei den US Open schaffte er 2005 den Sprung ins Halbfinale, nachdem er sein bestes kombiniertes Ranking mit Platz 15 in der Juniorenweltrangliste schaffte.
Auf der Profitour spielte Kirillow hauptsächlich auf den unterklassigen Turnieren der ITF Future Tour und ATP Challenger Tour. Er konnte insgesamt sieben Einzel- und vier Doppeltitel auf der Future Tour gewinnen. Auf der Challenger Tour war sein größter Erfolg der Gewinn der Einzelkonkurrenz in Fargʻona. Zusätzlich konnte er noch fünf Erfolge im Doppel für sich verbuchen.
Auf der ATP World Tour schaffte er 2011 in Eastbourne nach erfolgreicher Qualifikation den Sprung in das Hauptfeld des Einzelbewerbs. Dort traf er in der ersten Runde auf Kei Nishikori, gegen den er in zwei Sätzen verlor. Sowohl im Einzel als auch im Doppel lag seine beste Platzierung um den 200. Rang. Er hat seit April 2015 kein Turnier mehr gespielt und wird von der ATP als inaktiv geführt.

## Erfolge
| Legende (Anzahl der Siege)  |
| Grand Slam                  |
| ATP World Tour Finals       |
| ATP World Tour Masters 1000 |
| ATP World Tour 500          |
| ATP World Tour 250          |
| ATP Challenger Tour (6)     |

### Einzel

#### Turniersiege
| Nr. | Datum        | Turnier  | Belag     | Finalgegner | Ergebnis      |
| --- | ------------ | -------- | --------- | ----------- | ------------- |
| 1.  | 22. Mai 2010 | Fargʻona | Hartplatz | Zhang Ze    | 6:3, 2:6, 6:2 |

### Doppel

#### Turniersiege
| Nr. | Datum           | Turnier     | Belag     | Partner              | Finalgegner                              | Ergebnis         |
| --- | --------------- | ----------- | --------- | -------------------- | ---------------------------------------- | ---------------- |
| 1.  | 11. August 2007 | Samarqand   | Sand      | Serhij Bubka         | Jaroslav Pospíšil Adam Vejmělka          | 6:3, 6:2         |
| 2.  | 18. August 2007 | Buxoro      | Hartplatz | Alexander Kudrjawzew | Daniil Arsenow Vaja Uzoqov               | 6:3, 6:1         |
| 3.  | 25. Juli 2008   | Pensa       | Hartplatz | Denis Istomin        | André Ghem Boy Westerhof                 | 6:2, 3:6, [10:6] |
| 4.  | 3. August 2008  | Saransk (1) | Sand      | Denis Istomin        | Alexander Krasnoruzki Denis Mazukewitsch | 6:2, 7:69        |
| 5.  | 1. August 2009  | Saransk (2) | Sand      | Michail Jelgin       | Alexei Kedrjuk Denis Mazukewitsch        | 6:2, 6:1         |